# Martín Sipicki
Martín Sipicki (n. 30 de agosto de 1983) es un actor, humorista y bailarín argentino.

## Teatro
- 2016 "Salsa criolla"
- 2015 "Extraña Pareja" de Neil Simon. Teatro Candilejas, Carlos Paz
- 2013-2014 "Brillantísima" - Dirección: Carmen Barbieri
- 2013 "Sin Palabras" - Show unipersonal. Actuación y Dirección
- 2013 "Mágico Rock" - Dirección: Valeria Ambrosio
- 2012-2Cr9 "Zapping Zinema" - Dirección: Carlos Guedes, Cristian Barbieri.
- 2007-2009 "Chicos Curiosos" - Dirección: Gaston Bryan Glickstein, Pablo Goldberg.
- 2008 "Zapping Vaudeville" Dirección: Carlos Guedes, Cristian Barbieri.
- 2008 "Ecocuentos Reciclásicos" - Dirección: Mariela Kantor, Florencia Yadid.
- 2000 "Mila 18" - Dirección: Elida Eichemberger.

## Televisión
- 2017 "Quiero vivir a tu lado"- Participación
- 2016 "ShowMatch" - Caracterizando a Diego Santilli en Gran Cuñado.[1]
- 2014 "Guapas"
- 2013 "Solamente Vos" - Participación
- 2012 "ShowMatch" - Participación PNT
- 2011 "Herederos de una venganza" - Participación
- 2010 "Malparida" - Participación
- 2008 "Valentino, El Argentino" - Participación
- 2008 "Por Amor A Vos" - Participación

## Otros Trabajos
- 2008-actualidad "Workshops Around the World" - Coordinador de Programas Artísticos
- 2012 "NJY Camps" - Animador en campamentos de verano - Milford, Pensilvania
- 2008-2011 "MSC Cruceros BAILA CONMIGO" - Animador a bordo - Dirección: Ariadna Faerstein